# Улица Сони Морозовой
Улица Со́ни Моро́зовой — улица в Екатеринбурге, расположенная в жилом районе «Центральный» Октябрьского административного района города.

## История и происхождение названий
До января 1959 года являлась продолжением к югу Кузнечной улицы, некогда одной из самых населённых улиц города, позднее выделена в отдельную улицу. Своё современное название улица получила 18 января 1959 года на основе решения свердловского горисполкома от 30 октября 1958 года в честь одной из первых уральских комсомолок Сони Морозовой, занимавшейся подпольной работой в тылу Колчака и казнённой в 1919 году белогвардейцами.

## Расположение и благоустройство
Улица Сони Морозовой проходит с севера на юг между улицами Луначарского и Бажова. Начинается от улицы Энгельса и заканчивается у улицы Тверитина. Пересекается с улицами Карла Маркса, Куйбышева, Народной Воли и Декабристов. Примыканий к улице нет.
Протяжённость улицы (с застроенными участками) — 1300 м. Поскольку улица в нескольких местах застроена, то проезжая часть улицы сохраняется только на протяжении приблизительно 300 м (в 1-м и 3-м кварталах, считая от севера). Тем не менее дома, адресно приписанные к улице, находятся в четырёх из пяти уличных кварталов.

## Примечательные здания и сооружения
- № 180 — Уральский техникум экономики и права.
- № 190 — офис отделения Альфа-Банка.

## Транспорт

### Наземный общественный транспорт
Движение наземного общественного транспорта по улице не осуществляется. Ближайшие остановки общественного транспорта — «Дом Кино», «Куйбышева» и «Луначарского» (все на ул. Луначарского), и «Площадь Обороны» (ул. Тверитина).

### Ближайшие станции метро
Действующих станций Екатеринбургского метрополитена поблизости нет.